# Lac Lynch
Lac Lynch är en sjö i Kanada.   Den ligger i regionen Outaouais och provinsen Québec, i den sydöstra delen av landet, 150 km nordväst om huvudstaden Ottawa. Lac Lynch ligger 268 meter över havet. Arean är 16,5 kvadratkilometer. Den sträcker sig 9,9 kilometer i nord-sydlig riktning, och 4,9 kilometer i öst-västlig riktning.
I omgivningarna runt Lac Lynch växer i huvudsak blandskog. Trakten runt Lac Lynch är nära nog obefolkad, med mindre än två invånare per kvadratkilometer.